# Anatole Dussaut
Anatole Martial Dussaut (Bordeaux, 22 de julho de 1857  — Paris, 10 de junho de 1906) foi um médico e jogador de damas francês.

## Biografia
Ele foi um aluno precoce, brilhante em matemática. Dirigiu os hospitais de Berck e de Paris. Foi tesoureiro do hospital Tenon, e depois diretor do hospital de Aubervilliers em 1899. Imagina-se que tanto a sua morte como a de dois de seus filhos estão ligadas à sua atividade profissional, já que o hospital acolhia pacientes com doenças muito contagiosas (cólera, difteria etc.).
Ele também era um jogador de damas muito bom. Deve-se a ele um golpe usado ainda hoje, conhecido pelo nome de "Gambito Dussaut". Ele jogou contra Ahmadou Kandié, Louis Barteling, Isidore Weiss etc.

## Família
Descendente de Joseph Tranchère, ex-prefeito de Cenon, Anatole Dussaut é filho de Claire Eulalie Augustine Anglade e de Jules François Dussaut, ex-hussardo do 5º regimento, tendo mantido, por herança familiar, o Château Tranchère em Cenon (atualmente École de Musique).
Casou-se em 1884 com a sua prima Claire Marthe Dussaut, com quem teve quatro filhos. O único filho que chegou à fase adulta foi Robert Dussaut, compositor que recebeu o Prix de Roma.

## Prêmios
- Tricampeão do mundo (não oficial) de damas em match (jogos fechados), em 1885, 1886 e 1894;
- Vice-campeão mundial de damas em match, em 1899 (1º campeonato oficial, em Amiens, contra Isidore Weiss, 1-5);
- Bicampeão francês de damas em match, em 1885 e 1886;
- Vice-campeão francês de damas em match, em 1887 e 1899.

## Gambito Dussaut
Este é um dos gambitos mais famosos do jogo de damas internacionais, porque é em parte clássico. É uma jogada ofensiva em que um sacrifício é feito para remover o peão central adversário 24 e ameaçar duplamente, via 33-29, o outro peão central 23.